# العلاقات الأوكرانية اليمنية
العلاقات الأوكرانية اليمنية هي العلاقات الثنائية التي تجمع بين أوكرانيا واليمن.

## مقارنة بين البلدين
هذه مقارنة عامة ومرجعية للدولتين:
| وجه المقارنة                                              | أوكرانيا                                   | اليمن                   |
| --------------------------------------------------------- | ------------------------------------------ | ----------------------- |
| المساحة (كم2)                                             | 603.63 ألف                                 | 555.00 ألف              |
| عدد السكان (نسمة)                                         | 45.55 مليون                                | 28.25 مليون             |
| الكثافة السكانية (ن./كم²)                                 | 75.46                                      | 50.9                    |
| العاصمة                                                   | كييف                                       | صنعاء عدن (عاصمة مؤقتة) |
| اللغة الرسمية                                             | اللغة الأوكرانية                           | اللغة العربية           |
| العملة                                                    | هريفنا أوكرانية، كاربوفانيتس، روبل سوفييتي | ريال يمني               |
| الناتج المحلي الإجمالي (بليون دولار)                      | 112.15 مليار                               | 18.21 مليار             |
| الناتج المحلي الإجمالي (تعادل القوة الشرائية) بليون دولار | 352.98 مليار                               | 75.69 مليار             |
| الناتج المحلي الإجمالي الاسمي للفرد دولار أمريكي          | 2.11 ألف                                   | 1.41 ألف                |
| الناتج المحلي الإجمالي للفرد دولار أمريكي                 | 8.66 ألف                                   |                         |
| مؤشر التنمية البشرية                                      | 0.747                                      | 0.498                   |
| رمز المكالمات الدولي                                      | +380                                       | +967                    |
| رمز الإنترنت                                              | .ua، .укр ‏                                 | .ye                     |
| المنطقة الزمنية                                           | ت ع م+02:00، ت ع م+03:00، توقيت شرق أوروبا | ت ع م+03:00             |

## منظمات دولية مشتركة
يشترك البلدان في عضوية مجموعة من المنظمات الدولية، منها:
| علم المنظمة | اسم المنظمة                               | تاريخ انضمام أوكرانيا | تاريخ انضمام اليمن |
| ----------- | ----------------------------------------- | --------------------- | ------------------ |
|             | يونسكو                                    | 12 مايو 1954          | 2 أبريل 1962       |
|             | مؤسسة التمويل الدولية                     | 18 أكتوبر 1993        | 22 مايو 1970       |
|             | المركز الدولي لتسوية المنازعات الاستشارية | 7 يوليو 2000          | 20 نوفمبر 2004     |
|             | منظمة حظر الأسلحة الكيميائية              | ?                     | ?                  |
|             | مؤسسة التنمية الدولية                     | 27 مايو 2004          | 22 مايو 1970       |
|             | وكالة ضمان الاستثمار متعدد الأطراف        | 19 يوليو 1994         | 12 مارس 1996       |
|             | الاتحاد البريدي العالمي                   | ?                     | ?                  |
|             | الاتحاد الدولي للاتصالات                  | 7 مايو 1947           | 1931               |
|             | منظمة الشرطة الجنائية الدولية             | ?                     | ?                  |
|             | الأمم المتحدة                             | 24 أكتوبر 1945        | 30 سبتمبر 1947     |
|             | البنك الدولي للإنشاء والتعمير             | 3 سبتمبر 1992         | 3 أكتوبر 1969      |

## وصلات خارجية
- موقع وزارة الخارجية الأوكرانية